# Пенн, Ирвин
Ирвин Пенн (англ. Irving Penn, 16 июня 1917, Плейнфилд, Нью-Джерси — 7 октября 2009, Нью-Йорк) — американский фотограф и арт-редактор, один из самых влиятельных фотографов XX века, важнейший представитель модной фотографии.
Старший брат кинорежиссёра Артура Пенна.

## Жизнь и творчество
Родился в 1917 году в семье евреев-иммигрантов, покинувших Россию после революции[какой?]. Его родители — часовщик Гэршон Пенн и медсестра Соня Гринберг. В восемнадцать лет Ирвин записался на четырёхлетний курс рекламного дизайна к Алексею Бродовичу в Школу искусств при Филадельфийском музее искусств. Одновременно с обучением профессии Пенн работал курьером в Harper’s Bazaar и подмастерьем у художника, помогая ему рисовать эскизы обуви.
В 1938 году окончил учёбу и стал арт-редактором журнала Лиги юниоров, а затем перешёл на аналогичную должность в роскошный универмаг Saks Fifth Avenue. В возрасте двадцати пяти лет уволился и на свои небольшие сбережения отправился в Мехико, где целый год занимался живописью, прежде чем окончательно осознать своё истинное призвание.
Вернувшись в Нью-Йорк, Пенн успешно прошёл собеседование и попал к арт-редактору Vogue Александру Либерману, который принял Ирвинга на работу в качестве своего ассистента. 26-летний дизайнер имел собственное представление о том, как должна выглядеть обложка, но не находил понимания у штатных фотографов журнала. Тогда Либерман посоветовал ему самому взять в руки фотокамеру, и 1 октября 1943 года на обложке Vogue появилась первая фотография Ирвина Пенна.
Для фотографий Пенна характерно использование разнообразных, изобретённых им самим приёмов, коллекцию которых он постоянно пополнял. Например, помещал свою модель в угол, имитирующий, по мысли фотографа, замкнутое пространство. Некоторые модели чувствовали себя спокойно, другим представлялось будто они в капкане или тюремной камере. Пенн был одним из первых, кто стал фотографировать модель на однородном белом или сером фоне. Купив в магазине на Третьей Авеню старинный ковёр, он использовал его в течение нескольких месяцев; на его фоне фотографировались Джон Дьюи и Альфред Хичкок. Разные части ковра отличались по тону и узору, и фотограф мог подбирать для каждой модели свой определённый кусочек фона.
Другой проект Ирвина Пенна включал в себя серию портретов представителей различных профессий, облачённых в рабочую униформу и держащих в руках атрибуты своей профессии. Каждая модель находилась на белом фоне и освещалась со стороны; это освещение характерно для многих портретных работ Пенна.
Фотограф прославился тем, что в течение многих лет, до самой смерти, он снимал для модного журнала Vogue. Помимо фото в Vogue (американском, британском и французском изданиях), работы Пенна находятся во многих крупнейших коллекциях, включая Музей современного искусства в Нью-Йорке, Музей Метрополитен, галерею американского искусства Addison, Балтиморский музей искусств. Его персональные выставки проводились, в частности, в нью-йоркском Музее Метрополитен и Национальной галерее в Вашингтоне. В 1958 году журнал Popular Photography назвал Пенна одним из десяти крупнейших фотографов мира.
Фотограф выпустил не менее шести книг.
Был женат на фотомодели Лизе Фонсагривс. В 1952 году в семье родился сын Том. Он стал дизайнером по металлу.
Умер 7 октября 2009 года в возрасте девяносто двух лет в собственном доме на Манхэттене.